# Звичайна ременеподібна змія
Звичайна ременеподібна змія (Imantodes cenchoa) — неотруйна змія з роду Тупоголова ременеподібна змія родини Вужеві. Має 3 підвиди.

## Опис
Загальна довжина сягає 2 м. Голова товста, виглядає роздмуханою. Очі великі з вертикальними зіницями. Має надзвичайно тонкий та сплощений тулуб. Основний тон забарвлення блідо-коричневий з темно-коричневими поперечними смужками уздовж спини, іноді смужки розірвані посередині, тоді малюнок складається з 2 паралельних рядків плям.

## Спосіб життя
Полюбляє вологі ліси та сухі тропічні ліси. Зустрічається на висоті до 1620 м над рівнем моря. Тримається виключно на деревах та кущах. Активна вночі. Харчується деревними жабами, дрібними ящірками, зокрема геконами, анолісами, а також їх яйцями.
Це яйцекладана змія. Самиця відкладає до 12 довгастих яєць.

## Розповсюдження
Мешкає від південної Мексики через Центральну Америку до Парагвая й північної Аргентини. Зустрічається на о. Тринідат.

## Підвиди
- Imantodes cenchoa cenchoa
- Imantodes cenchoa leucomelas
- Imantodes cenchoa semifasciatus